# 阿道夫·馮·特羅塔
阿道夫·萊布雷希特·馮·特羅塔（德語：Adolf Lebrecht von Trotha，1868年3月1日—1940年10月11日）是一位德意志帝國海軍上將，曾於第一次世界大戰擔任「公海艦隊」參謀長、海軍總司令，因為在「卡普政變」事件中支持反共和國政府的叛軍而被解職。
特羅塔的父親是普魯士陸軍上尉，在他年僅兩歲時陣亡於普法戰爭中。特羅塔於1886年加入海軍，1891年任海軍少尉。接著先後指揮了魚雷艇、在輕巡洋艦上服役。1899年，特羅塔晉升中尉，調至「東亞艦隊」服役，並參加過八國聯軍之役。1901年，特羅塔調至中央的「國家海軍辦公室」服務，在阿爾弗雷德·馮·鐵必制麾下投入建設德國海軍的事務。1904年，特羅塔任護衛艦艦長。1906至1908年轉調至「阿爾薩斯號」戰艦上服役。1908至1909年調至「公海艦隊」擔任艦隊參謀軍官。1909年，特羅塔晉升上校，擔任德皇威廉二世的副官，隨後又受命指揮「柯尼斯堡號」巡洋艦。1910至1913年期間，特羅塔在「海軍內閣」中服務，1913年9月，特羅塔被任命為「皇帝號」戰艦艦長。
一次大戰爆發後，由於對德國海軍領導層的避戰態度十分不滿，特羅塔積極批評與中傷先後兩任的「公海艦隊」司令——腓特烈·馮·英格諾爾和胡戈·冯·波尔。1916年1月，作風積極聞名的萊因哈特·舍爾繼任了「公海艦隊」司令的職務，他也於1月29日任命特羅塔為參謀長，後者也跟著參與了「日德蘭海戰」。同年12月17日，特羅塔晉升少將。日德蘭之戰後，特羅塔與舍爾研討單單決定性的海上艦隊決戰是沒法逼英國求和的，特羅塔也因此積極提倡採取「無限制潛艇戰」。特羅塔的另一項創舉是建立了德國海軍的統一指揮機構——「海戰指揮部」，舍爾為海戰部長，即實質的帝國海軍總司令。戰爭末期，特羅塔制定一道「公海艦隊」出港的決戰計畫，但在計畫尚未執行前，德國海軍即因為反戰叛亂而瓦解，國家也爆發了「十一月革命」，也因此導致德國於1918年11月投降的結局。
在帝制瓦解後，特羅塔陪同威廉二世流亡至荷蘭，並待在當地數個月。1919年特羅塔回國，被任命為新生的共和國海軍——「臨時國家海軍」（Vorläufige Reichsmarine）司令，主要任務為重建海軍。1920年3月，德國發生了由退役軍人發起的政變——「卡普政變」，由於特羅塔表態支持，在政變失敗後立即遭共和政府清算，被迫退役。
特羅塔退伍後積極參與政治運動，並成為海軍退役官兵中納粹主義的主要鼓吹者之一，先後擔任過「大德意志青年聯盟」（之後發展為「泛德意志聯盟」）的領袖，還加入了「普魯士邦議會」。1934年3月，特羅塔成為「德國海權聯盟」的領袖。1939年8月19日，德國海軍將特羅塔的軍階榮譽性地晉升為上將。1940年10月11日，特羅塔去世，德國為其舉辦國葬，許多軍方將領以及「元首」阿道夫·希特勒都出席。